# نبرد قهرمانان (۲۰۱۷)
نبرد قهرمانان (به انگلیسی: Clash of Champions) یک رویداد غیر رایگان (Pay-Per-View) در کشتی حرفه‌ای می‌باشد که توسط کمپانی دبلیودبلیوئی تهیه می‌شود و این دوره‌اش در ۱۷ دسامبر ۲۰۱۷ در مجموعه ورزشی تی‌دی گاردن شهر بوستون ایالت ماساچوست برگزار شد. این دومین نبرد قهرمانان سالانه بود. در این رویداد، کشتی‌گیران برند اسمک‌داون حضور داشتند. همه قهرمانان این برند باید در نبرد قهرمانان از کمربند خود در دفاع می‌کردند.
هفت مسابقه در این رویداد برگزار شد که اولی در بخش پیش‌نمایش بود. در مسابقه اصلی شب، ای‌جی استایلز به مصاف جیندر ماهال رفت و با موفقیت از کمربند خود دفاع کرد. تنها تغییر قهرمان برای کمربند ایالات متحده بود؛ جاییکه دالف زیگلر موفق شد قهرمان یعنی بارون کوربین و بابی رود را در یک مسابقه تریپل ترت شکست دهد. در مهیج‌ترین مسابقه شب هم، سمی زین و کِوین اُوِنز مقابل رندی اورتن و شینسکه ناکامورا به پیروزی رسیدند تا شغل خود را در اسمک‌داون کماکان حفظ کنند. این مسابقه با داوری افتخاری شین مک‌ماهون و دنیل براین برگزار شد.

## زمینه‌سازی
نبرد قهرمانان شامل مسابقاتی بین دشمنی‌های موجود، ماجراهای پیش آمده و استوری‌هایی خواهد بود که پیش از این در برنامه‌های اسمک داون پخش شده بود. کشتی‌گیرها با توجه به مسابقات یا سری اتفاقاتی که برایشان رخ می‌دهد و تنش را به حد اکثر می‌رساند، نقش منفی یا قهرمان به خود می‌گیرند.
در اسمک‌داون ۷ نوامبر، ای‌جی استایلز با پیروزی مقابل جیندر ماهال، قهرمان جدید کمربند دبلیودبلیوئی شد. این یعنی استایلز باید به جای ماهال در مسابقه بدون عنوان قهرمان مقابل قهرمان در سروایور سریز به مصاف براک لزنر قهرمان کمربند یونیورسال می‌رفت. استایلز طی یک مبارزه نسبتاً پایاپای، این مسابقه را به لزنر باخت. در اسمک‌داون پس از این رویداد، استایلز وارد رینگ شد تا با طرفداران صحبت کند که ماهال روی نمایشگر ورزشگاه حاضر شد و او را به مسابقه مجدد برای کمربند فرابخواند؛ در همین لحظه برادران سینگ از پشت به استایلز حمله کردند که او از پس آن‌ها برآمد و بر روی یکی از آن‌ها حرکت تمام‌کننده خود یعنی استایلز کلَش را اجرا کرد و مسابقه با ماهال را پذیرفت.

## نتایج
| #                                                                                                 | نتایج | نوع مسابقه | مدت زمان |
| ------------------------------------------------------------------------------------------------- | --- | --- | -------- |
| ۱پ                                                                                                | موجو راولی پیروز مقابل زک رایدر | مسابقه تک نفره                                                                                                  | 6:55     |
| ۲                                                                                                 | دالف زیگلر پیروز مقابل بارون کوربین (ق) و بابی رود                                                                                               | مسابقه تریپل ترت برای قهرمانی کمربند ایالات متحده                                                               | 12:45    |
| ۳                                                                                                 | د اوسوس (جیمی و جِی اوسو) (ق) پیروز مقابل چاد گیبل و شلتون بنجامین مقابل د نو دی (بیگ ای، کوفی کینگستون و/یازیویر وودز) مقابل روسِف و ایدن اینگلیش | مسابقه تگ تیم مرگبار چهارجانبه برای قهرمانی کمربندهای تگ تیم اسمک‌داون                                           | 12:55    |
| ۴                                                                                                 | شارلوت فلر (ق) پیروز مقابل ناتالیا با تسلیم | مسابقه لامبرجَک برای قهرمانی کمربند زنان اسمک‌داون                                                                | 10:35    |
| ۵                                                                                                 | د بلاجن برادرز (هارپر و روئن) پیروز مقابل بریزانگو (فاندانگو و تابلر بریز)                                                                       | مسابقه تگ تیم                                                                                                   | 1:55     |
| ۶                                                                                                 | کِوین اُوِنز و سمی زین پیروز مقابل رندی اورتن و شینسکه ناکامورا                                                                                     | مسابقه تگ تیم با داوری افتخاری شین مک‌ماهون و دنیل براین؛ اگر اُوِنز و زین میباختند، از دبلیودبلیوئی اخراج میشدند. | 21:40    |
| ۷                                                                                                 | ای‌جی استایلز (ق) پیروز مقابل جیندر ماهال (با همراهی برادران سینگ) با تسلیم                                                                       | مسابقه تک نفره برای قهرمانی کمربند دبلیودبلیوئی                                                                 | 23:00    |
| - (c) – نشان‌دهنده قهرمان(هایی) است که به میدان می‌روند - پ – نشان‌دهنده این است که مسابقه در پری–شو | | |          |

## پسایند
شب بعد در اسمک‌داون پس از این رویداد، دنیل بر این جنرال منیجر و شین مک‌ماهون مدیر اسمک‌داون با هم به مشاجره دربارهٔ پایان بحث‌برانگیز مسابقه تگ تیم پرداختند. شین گفت که او شماره سه را برای سمی زین و کوین اُوِنز نشمرد چون تمام کارهایی که آن‌ها علیه اسمک‌داون کرده بودند را به یاد آورد. شین سپس از بر این پرسید چرا او باید به آن شکل بسیار سریع، شمارش یک دو سه یا پین را انجام میداد. بر این گفت که او داشت از شین در برابر خودش(شین) محافظت می‌کرد. بر این گفت به این دلیل پذیرفت که جنرال منیجر اسمک‌داون شود که به این باور مشترک ایمان داشت که اسمک‌داون "سرزمین فرصت‌ها" است، و اینکه شین داشت این فرصت را از اونز و زین میگرفت. شین به او گفت که مراقب باشد چرا که آن‌دو به محض اینکه بتوانند از پشت به او خنجر خواهند زد. شین گفت که از نظر کاری(Business) این توصیه را به او می‌کند. بر این گفت که شین دارد شبیه رووسا(The Authority) حرف می‌زند که میگفتند کاری را می‌کنند که از نظر کاری، بهترین اقدام است(What's Best For Business) و گفت که می‌خواهد از تبدیل شدن شین به پدرش مِستر مک‌ماهون جلوگیری کند. بر این به شین گفت که اگر می‌خواهد کسی را اخراج کند، او را اخراج کند. شین بعد از کمی مکث به‌نوعی کوتاه آمد و گفت که به بر این اعتماد دارد و امیدوار است که با فکری که دارد موفق باشد و سپس رینگ را ترک کرد.
همچنین در این قسمت از اسمک‌داون، قهرمان دبلیودبلیوئی ای‌جی استایلز با شینسکه ناکامورا و رندی اورتن در یک مسابقه تگ تیم مقابل جیندر ماهال، کوین اونز و سمی زین به پیروزی رسیدند. همچنین قهرمان جدید کمربند ایالات متحده دالف زیگلر یک پرومو داشت که طی آن در مورد پیروزی‌اش با تماشاگران صحبت کرد. همچنین کلیپی از موفقیت‌های پیشین او در دبلیودبلیوئی پخش شد. او گفت که تماشاگران، ارزش او را ندارند و سپس با رها کردن کمربندش در وسط رینگ، صحنه را ترک کرد.
در راو ۱۸ دسامبر ۲۰۱۷، استفنی مک‌ماهون مدیر راو اعلام کرد که در این دوره از رویال رامبل، برای اولین بار مسابقه رامبل برای بدست آوردن مسابقه قهرمانی کمربند زنان راو یا اسمک‌داون در رسلمانیا ۳۴ برگزار خواهد شد. روز بعد در اسمک‌داون ۱۹ دسامبر ۲۰۱۷، شارلوت فلِر، قهرمان کمربند زنان اسمک‌داون در ابتدا به پیروزی‌اش در مسابقه مقابل ناتالیا اشاره کرد و سپس گفت که در رسلمانیا ۳۴ منتظر برنده مسابقه رامبل خواهد بود. در آن لحظه نِیومی وارد شد تا به‌عنوان اولین نفر از این برَند، حضور خود در مسابقه رامبل را اعلام کند. سپس رایت اسکواد وارد شدند. قبل از اینکه آن‌ها هم حضورشان را در مسابقه رامبل اعلام کنند، نیومی آن‌ها را به مسابقه تگ تیم در همان شب دعوت کرد که سارا لوگن و روبی رایت با آن‌ها مسابقه دادند و شکست خوردند.
در بخش تگ تیم، چاد گیبل و شلتون بنجامین طی یک مسابقه تگ تیم بدون عنوان مقابل د اوسوس به یک پیروزی بی حرف و حدیث رسیدند. بعدتر در همان شب، کوفی کینگستون و زیویر وودز هم مقابل ایدن اینگلیش و روسف پیروز شدند.

## موضوعات مرتبط
- فهرست قهرمانان کنونی دبلیودبلیوئی